# Rachel Johnson
Pour les articles homonymes, voir Johnson.
Pas d'image ? Cliquez ici

a Compétitions nationales et continentales officielles uniquement.

b Matchs officiels uniquement.
Dernière mise à jour le 1 mai 2025.
Rachel Johnson, née le 5 février 1991 à Saint-Charles (États-Unis), est une joueuse internationale américaine de rugby à XV évoluant au poste de troisième ligne aile.

## Biographie
Rachel Johnson naît le 5 février 1991 à Saint-Charles aux États-Unis.
En 2022, elle joue pour le club des Exeter Chiefs en Championnat d'Angleterre. Elle est retenue avec l'équipe des États-Unis en septembre 2022 pour disputer la Coupe du monde en Nouvelle-Zélande.

## Palmarès
- Finaliste du Championnat d'Angleterre en 2022 et 2023.